# Ван (езеро)
Вижте пояснителната страница за други значения на Ван.
Ван (на турски: Van Gölü; на арменски: Վանա լիճ; на кюрдски: Gola Wanê, Гола Уане, на османски турски: وان كولى) е солено безотточно езеро с тектоничен произход, разположено в Арменското плато, Източна Турция. То е най-голямото содено езеро в света и четвърто по площ безотточно езеро. Езерото е с обща площ от 3574 km2, надморска височина 1648 m, широчина 119 km, дължина на бреговата линия 430 km, средна дълбочина 161,2 m и дълбочина 451 m. Общата водосборна площ на езерото е 15 000 km2. В него се вливат малки 4 реки – Бендимахи, Зейлан Дереси, Карасу, Мичингер. Нивото на водата е непостоянно, като през юли – август е с около 50 cm по-ниско в сравнение с пролетта. Четирите най-големи острова в езерото са Акдамар, Чарпанак, Адър и Куш.

## Изследвания
Езерото Ван се споменава в исторически и географски произведения от древни времена. В месопотамски източници езерото Ван се споменава под името „Море от Nairi“. Древният географ Страбон описва езерото Ван:
| „ | Налице са също големи езера в Армения. ...Арсен, известно също като Тоспитас. То съдържа сода, почиства и възстановява облеклото. Въпреки това, поради този примес от сода водата от езерото е негодна за пиене. | “ |

В допълнение Страбон, позовавайки се на Ератостен, твърди, че река Тигър преминава през средата на езерото Ван (че в тази част на езерото водата е прясна) и след това изчезва и се появява отново на друго място.
В научно изследване на езерото, започнало в средата на 19 век, когато, възползвайки се от влиянието на Великобритания в региона, в близост до езерото са допуснати няколко европейски пътешественици и изследователи. Голяма част от тях са били ангажирани в картографиране и описание на терена, а някои, включително и известния английски археолог Остин Лейърд, е заинтересован от останките на царство Урарту, чиито крепости са били на острови в езерото. През този период са публикувани няколко описателни и картографски работи, относително точно е определена областта на езерото и височината над морското равнище, но сериозно е подценена максималната му дълбочина.
Основният географски проблем в този период е търсенето на водния поток от езерото Ван и връзката му с басейна на реките Тигър и Ефрат. Наличието на такава връзка се приема въз основа на надморската височина и разпространените слухове сред местното кюрдско население.

## Произход
Езерото Ван се намира в западната част на котловината с тектонски произход, която е заобиколена от няколко планински вериги: Източен Тавър на юг, Кюрдските планини на изток и хребета Антитавър от североизток. В западната и северозападната част на басейна се намират няколко изгаснали вулкана, включително стратовулканите Сипан и Немрут. В средата на плейстоценната епоха, преди около 200 хиляди години, изригването на Немрут формира поток от лава, която е над 60 km, която блокира притока на вода от басейна във Ван към Мушката котловина, свързваща го с водосборния басейн на река Мурат, което е довежда до образуването на езерото.
|                                                  |                            |                                      |                        |
| Изглед към южния бряг и планината Източен Тавър. | Изглед към остров Ахтамар. | Изглед към северния бряг на езерото. | Южния бряг на езерото. |

## Физиография
Общата площ на езерото Ван е 3574 km2, което го прави най-голямото езеро в Турция и второ по площ езеро в Близкия изток след езерото Урмия. То се намира на височина 1648 m над морското равнище, има неправилна форма, която много напомня на триъгълник. Ширина на езерото в най-широката си част е 119 km. Езерото е по-плитко в северната си част, в южните си части достига 451 m дълбочина. Средната дълбочина на езерото Ван е 161,2 m, а общият обем на водата 576 km3. Бреговете на езерото са предимно стръмни. В езерото Ван има много малки острови, особено в близост до брега, както и четири големи острова – Акдамар, Чарпанак, Адър и Куш. Акдамар е най-големият остров, разположен е в северната част на езерото. Чарпанак се намира край източния бряг на острова, Адър и Куш са близо един до друг на южния бряг на езерото. Недалеч от езерото Ван са разположени езерата Назик (на северозапад, 1870 m над морското равнище), Назик (на изток, 1890 m над морското равнище) и Арин (на север).